# Чармыклы, Джессика
Джессика Линн Чармыклы (в девичестве О’Рурк; англ. Jessica Lynne O'Rourke Çarmıklı; 3 января 1986, Филадельфия) — американская и турецкая футболистка, опорная полузащитница и защитница. Играла за сборную Турции.

## Биография
В детстве и юности играла за команды «Медфорд Страйкерз Скрим» и «Чероки Леди Чифз». В 2001—2004 годах входила в юниорскую сборную штата Нью-Джерси. В 2004—2007 годах представляла команду Университета Северной Каролины.
Во взрослых соревнованиях начала участвовать в 2005 году, выступала за любительские клубы «Каролина Динамо», «Нью-Джерси Уайлдкэтс», «Индиана». В составе «Индианы» в 2008 году стала победительницей W-лиги, в финале плей-офф забила победный гол. В 2009 году выбрана на драфте профессиональной лиги WPS под общим 58-м номером клубом «Чикаго Ред Старз», но так и не сыграла за него. Часть сезона 2009 года провела в W-лиге за «Баффало Флэш», где была вице-капитаном.
В 2009 году перешла в испанский клуб высшего дивизиона «Спортинг де Уэльва». На следующий год по приглашению бывшего тренера «Индианы» Шека Борковски перешла в российский клуб «Звезда-2005» (Пермь), сыграла 18 матчей, забила один гол и стала бронзовым призёром чемпионата России.
В начале 2010-х годов вышла замуж за турецкого бизнесмена Огузхана Чармыклы, родила двух детей. Живёт в Турции.
В сезоне 2016/17 выступала за клуб «Бешикташ» и стала вице-чемпионкой Турции, затем сделала перерыв из-за рождения ребёнка. С 2019 года снова играет за эту команду.
Получила турецкое гражданство и приняла приглашение играть за сборную Турции. 18 сентября 2020 года сыграла свой первый матч, в отборочном турнире чемпионата Европы против Словении.